# Psilopogon asiaticus
El barbudo gorgiazul (Psilopogon asiaticus) es un ave de la familia Megalaimidae. Los barbudos toman su nombre de pelaje que rodea sus fuertes picos. Esta especie se alimenta de fruta e insectos.

## Hábitat y distribución

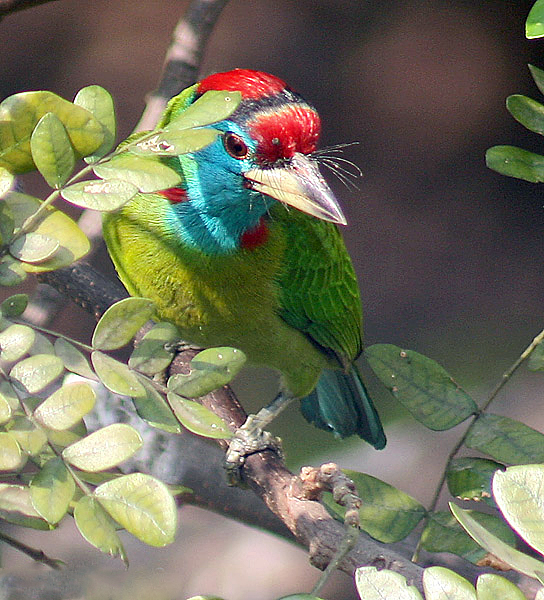
En Calcuta, India

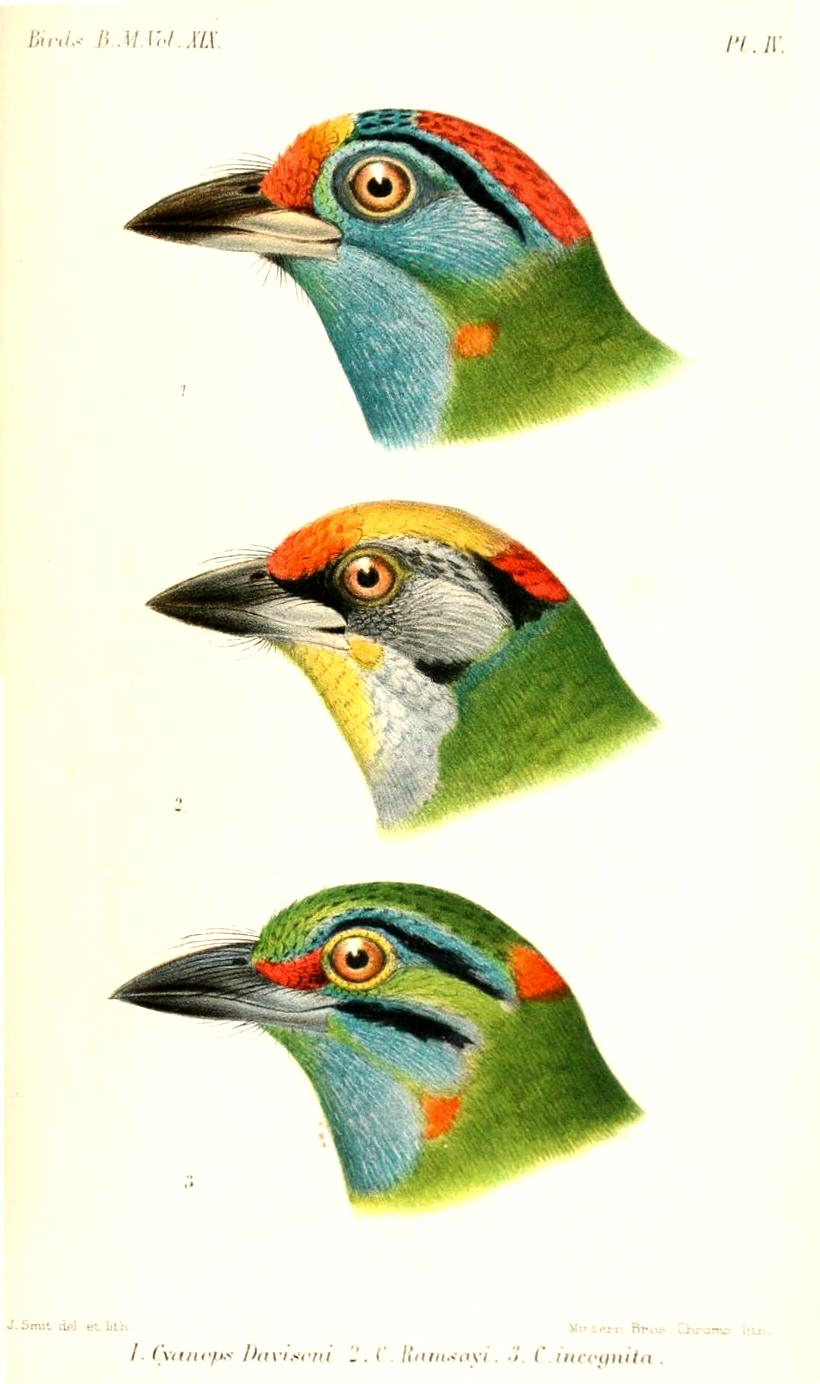
M. a. davisoni (arriba), ilustración de Joseph Smit, 1891

Estas aves habitan a lo largo del subcontinente indio y el sudeste asiático. Aunque su población no ha sido cuantificada, se considera común en su zona de distribución, existiendo indicios de que están expandiéndose hacia Pakistán.

## Galería

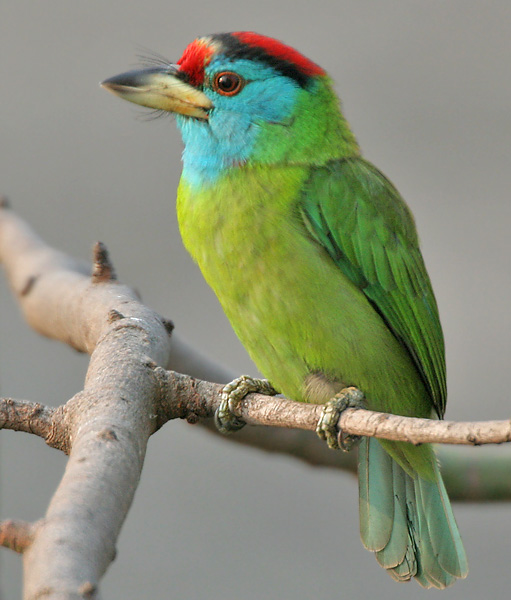
En  Calcuta, Bengala Occidental, India.
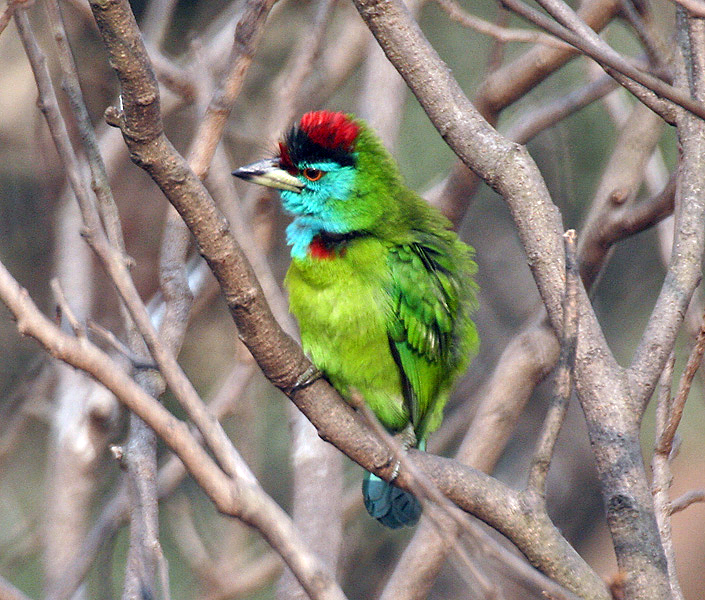
Acicalándose las alas.
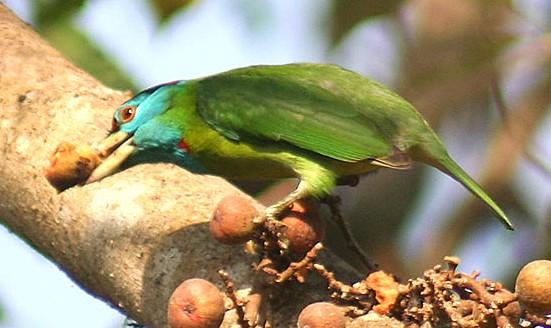
En Calcuta, Bengala Occidental, India.
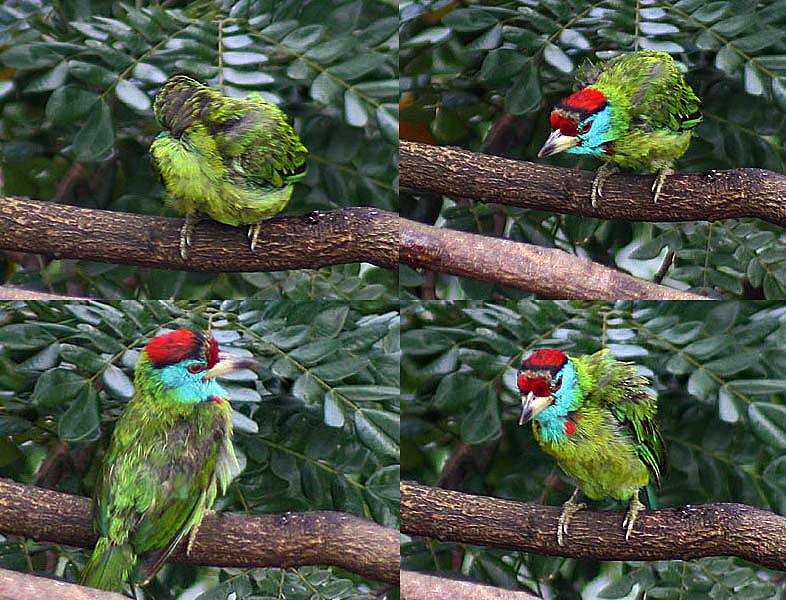
Acicalándose las alas.
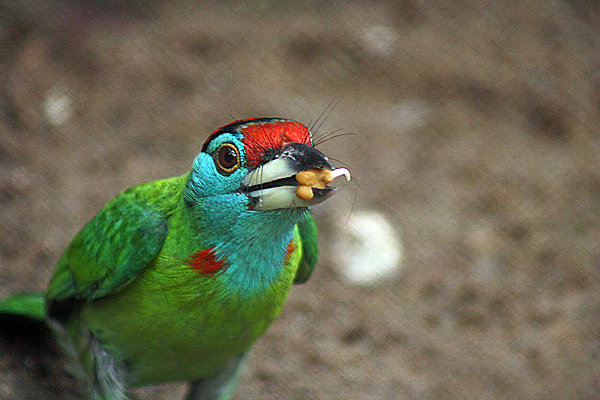
En  Calcuta, Bengala Occidental, India.
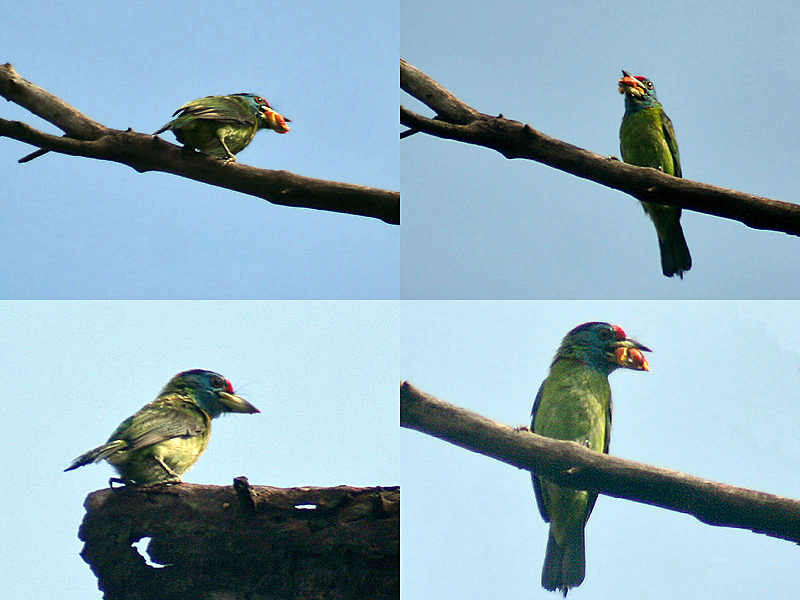
Llevando comida a sus crías.
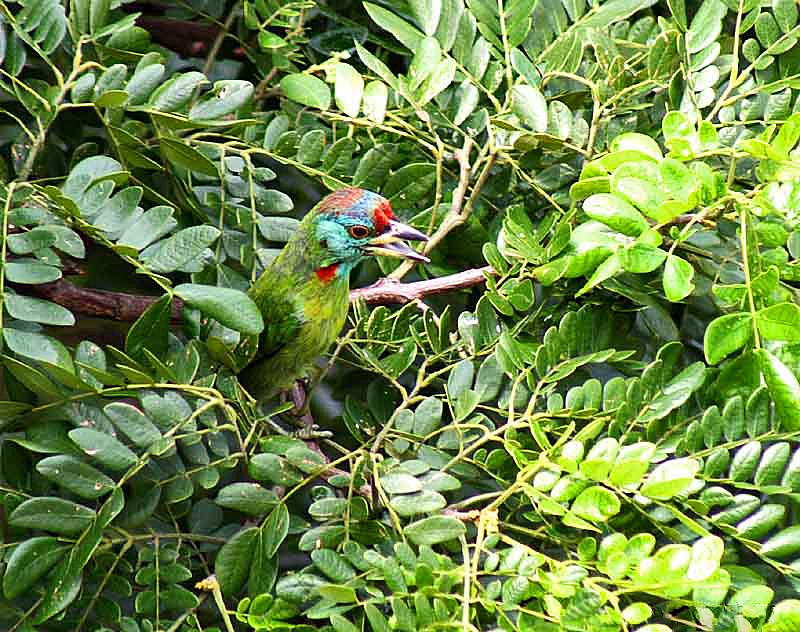
Ejemplar inmaduro.